# Donald Broady
Donald Broady, född 1946, är en svensk utbildningssociolog. 

## Biografi
Donald Broady avlade studentexamen vid Djursholms samskola 1966, reallinjens matematiska gren, och studerade vid Tekniska högskolan vid Lunds universitet samt humaniora och samhällsvetenskap vid Lunds och Stockholms universitet (teoretisk filosofi, konsthistoria, litteraturhistoria med poetik, historia, ekonomisk historia m.m., doktorand i litteraturvetenskap). Därjämte fr.o.m. 1981 återkommande vistelser vid Pierre Bourdieus Centre de sociologie européenne, École des hautes études en sciences sociales, Paris. Han disputerade vid Stockholms universitet 1991 och blev docent vid samma universitet 1992.
Han arbetade under 1970-talet som skollärare och var med om att 1977 starta Kritisk utbildningstidskrift (Krut). Han var 1990–1997 förordnad som tf professor vid Lärarhögskolan i Stockholm och tillträdde 1997 vid Uppsala universitet den nyinrättade lärostolen i utbildningssociologi, den första i detta ämne i Sverige. Efter pensioneringen 2013 har han varit förordnad som professor emeritus vid Sociologiska institutionen, Uppsala universitet.
Parallellt med det samhällsvetenskapliga värvet var han under perioden 1988–2003 på deltid, mestadels halvtid, anställd som forskningsingenjör eller forskare vid Institutionen för numerisk analys och datalogi, Kungliga Tekniska högskolan, Stockholm.
Han har haft uppdrag bland annat som ledamot av Vetenskapsrådets utbildningsvetenskapliga kommitté och etikkommitté samt som föreståndare för Nationella forskarskolan i utbildningshistoria och för Uppsala Learning Lab.

## Forskning
Donald Broady grundade 1991 Forskningsgruppen för utbildnings- och kultursociologi (SEC) i Stockholm vilken 1997 flyttade sitt högkvarter till Uppsala universitet. Hans sociologiska forskning har främst ägnats åt studier av kulturella fält, eliter, utbildningssystem, utbildningshistoria och vetenskapshistoria. Han har varit engagerad i internationella samarbeten såsom forskarnätverket ”Formation des élites et internationalisation de la culture” med deltagare från ett drygt tjugotal länder som han 1993–2000 ledde tills. m. Monique de Saint-Martin, Centre de sociologie de l’éducation et de la culture, École des hautes études en sciences sociales, Paris.
Vid Institutionen för numerisk analys och datalogi, Kungliga Tekniska högskolan, ledde han forskningsprogrammet "Digital litteratur" och bedrev forskning om digital dokumenthantering, märkspråk och internettillämpningar för forsknings- och undervisningsändamål.